# .ne
.ne는 니제르의 인터넷 국가 코드 최상위 도메인이다. SONITEL에서 관리한다. 1996년에 개설되었다. 2차 도메인에 제한이 있다.
.ne 최상위 도메인과 관련 없이 "ne"는 때때로 다른 국가 코드 도메인 내에서 2차 도메인으로 사용된다. 여기서 등록자는 .ne.xx 형식의 두 번째 수준 도메인을 등록할 수 있다. 여기서 xx는 ccTLD이다. 두 가지 예로 일본(.ne.jp)과 한국이 있다. .ne 도메인 이름은 특정 공인 등록 기관을 통해 등록할 수 있다.